# Сільська (Новосибірська область)
Сільська (рос. Сельская) — населений пункт (тип: залізнична станція) у Іскітимському районі Новосибірської області Російської Федерації.
Входить до складу муніципального утворення Совхозна сільрада. Населення становить 200 осіб (2010).

## Історія
Згідно із законом від 2 червня 2004 року органом місцевого самоврядування є Совхозна сільрада.

## Населення
| 2002 | 2007 | 2010 |
| ---- | ---- | ---- |
| 198  | ↘186 | ↗200 |